# Molard Noir
Pour les articles homonymes, voir Molard.
Le Molard Noir est un sommet situé en France, à cheval sur les communes de Bourdeau et de Saint-Jean-de-Chevelu, dans le département de la Savoie en région Auvergne-Rhône-Alpes.
Il constitue l’un des sommets du mont du Chat dans le massif du Jura.